# Dinastia Qin
|  | No s'ha de confondre amb Dinastia Qing o Dinastia Qi del Sud o Dinastia Qi del Nord. |

La dinastia Qin (xinès tradicional: 秦朝, xinès simplificat: 秦朝, pinyin: Qín Cháo, Wade-Giles: Ch'in Ch'ao; IPA: [tɕʰǐn tʂʰɑ̌ʊ̯]) va ser la primera dinastia imperial de la Xina, des del 221 fins al 207 aC. El nom de l'estat Qin derivava de la terra originària de Qin, en el cor de l'estat (l'actual Shaanxi). Va ser fundada per l'emperador Qin Shi Huangdi al final del Període dels Regnes Combatents després de la unificació de la Xina per conquesta de tots els estats veïns. Això va suposar no sols una unificació territorial sinó també política, social i econòmica, per la unificació de pesos, mesures, escriptura, etc. Va ser una dinastia molt curta però molt important, perquè va fundar les bases del sistema feudal i imperial xinès que havien de perdurar fins a l'edat moderna.

## Primaveres i Tardors
Després d'un període de guerres cada vegada més intenses, Qi, Qin, Jin i Chu finalment es van ajuntar per a una conferència de desarmament en el 579 aC, en què essencialment els altres estats es van convertir en satèl·lits. El 546 aC, Jin i Chu van acordar una nova treva. Aquesta era de pau va ser sol un preludi al caos del període dels Regnes Combatents. Cadascun dels quatre poderosos estats es trobava sumit en contínues lluites pel poder.

## Els Regnes Combatents
El període dels Regnes Combatents, que va començar el 403 aC, quan les famílies Zhao, Wei i Han que encara quedaven de l'elit a Jin es van dividir l'estat i la impotent cort de Zhou va ser forçada a reconèixer la seva autoritat. A l'inici del període, mentre els seus veïns a l'est i centre de la Xina començaven a desenvolupar-se ràpidament, l'estat Qin encara estava en un estat de subdesenvolupament i decadència. La població de Qin estava composta per una gran part de gent semi-tribal sinitzada, que es creia que eren descendents dels Rong. Es creu que això era una de les principals causes del clar malestar i discriminació dels altres estats cap a Qin, que tenia defenses naturals amb el Pas de Hangu a l'est i el Pas de Tong a l'oest. Entre el 413 i el 409 aC durant el regnat del Duc Jian de Qin, l'exèrcit de Wei dirigit per Wu Qi, amb el suport de Zhao i Han, va atacar Qin i conquerí els territoris de Qin a l'oest del riu Groc.
L'any 364 aC Wei va ser derrotat per Qin a la batalla de Shimen i només va ser salvat per la intervenció de Zhao. Qin va guanyar una altra victòria l'any 362 aC i en 361 aC la capital de Wei es va traslladar a Daliang a l'est per estar fora de l'abast de Qin. L'estat de Qin va fortificar la frontera oriental al pas de Hangu l'any 361 aC.
L'elevació l'any 361 aC de Shang Yang com a ministre del Duc Xiao de Qin constitueix un important punt d'inflexió històric amb nombroses reformes decisives per establir el poder dels Qin. Utilitzà els preceptes de l'escola de pensament legalista que pretén governar la societat de la manera més eficient possible mitjançant lleis i administració estrictes. Prengué diverses mesures, algunes brutals i autoritàries, per crear una societat basada en noves jerarquies vinculades al mèrit i la devoció a l'estat. Shang Yang advocà per l'enfortiment de l'agricultura i l'exèrcit, que considerava com les úniques fonts de poder real i interdependents, recolzant-se en la classe camperola realitzant una nova divisió de la terra, augmentant la producció i afavorint nous desbrossats, generant importants ingressos per a l'Estat que grava directament els agricultors i els conreus. Aquestes mesures van augmentar la riquesa del regne i van reforçar la seva capacitat bèl·lica. Els soldats es reclutaren sobretot de la pagesia, ja organitzada en grups solidaris que serveixen de base per al reclutament i es distribueixen recompenses per animar els subjectes a treballar bé i lluitar bé. Sota la direcció de Yang, Qin ràpidament va aconseguir i va superar les reformes d'altres estats.
L'any 316 aC, Qin es va expandir cap al sud cap a la conca de Sichuan conquerint els estats de Ba i Shu. L'any 278 aC, Bai Qi va dirigir l'exèrcit de Zhaoxiang de Qin contra Chu, el seu rival més gran al sud del Yangtze, prenent la seva capital Ying i molt territori, i el 272 aC va conquerir l'estat Xirong de Yiqu. Va envair l'Estat de Han, el més petit dels set estats, en el 265 aC per capturar Qinyang i obrir una via d'invasió de Zhao, els reis nominals de la Xina. En quatre anys aïllà Shangdang de la resta de Han, i Han va oferir-la a Xiaocheng de Zhao que s'hi va avenir, però fou derrotat en la batalla de Changping, fent matar més de 400.000 presoners de guerra enterrant-los vius. L'any 241 aC, l'expansió de Qin havia aconseguit aïllar i encerclar Han i Wei, i fer frontera amb Qi. Cinc dels set principals estats en guerra Chu, Zhao, Wei, Estat de Yan i Han van formar una aliança per lluitar contra el creixent poder de Qin, de la que el Rei Kaolie de Chu va ser nomenat líder i Lord Chunshen el comandant militar, però Qin va atacar el camp de Chu, que es va retirar, i després la resta dels aliats.
En 323 aC els marquesos de Han, Zhongshan, Wei, Yan, i Zhao es van aliar i reconèixer mútuament com a reis. Els aliats, liderats pel general Zhao Pang Nuan van atacar Qin però van ser derrotats el 318 aC a la batalla de Hangu al pas estratègic de Hangu.
L'any 278 aC, Bai Qi va dirigir l'exèrcit de Zhaoxiang de Qin contra Chu, el seu rival més gran al sud del Yangtze, prenent la seva capital Ying i molt territori, i el 272 aC va conquerir l'estat Xirong de Yiqu. Va envair l'Estat de Han, el més petit dels set estats, en el 265 aC per capturar Qinyang i obrir una via d'invasió de Zhao, els reis nominals de la Xina. En quatre anys aïllà Shangdang de la resta de Han, i Han va oferir-la a Xiaocheng de Zhao que s'hi va avenir, però fou derrotat en la batalla de Changping, fent matar més de 400.000 presoners de guerra enterrant-los vius.
Han, en bloquejar el pas directe a Qin fins a en la planúria xinesa del nord, convertint-se en objectiu freqüent de les expedicions Qin. L'any 241 aC, l'expansió de Qin havia aconseguit aïllar i encerclar Han i Wei, i fer frontera amb Qi. Cinc dels set principals estats en guerra Chu, Zhao, Wei, Yan i Han van formar una aliança per lluitar contra el creixent poder de Qin, de la que el Rei Kaolie de Chu va ser nomenat líder i Lord Chunshen el comandant militar, però Qin va atacar el camp de Chu, que es va retirar, i després la resta dels aliats. La invasió de Han per Qin en la província de Shangdang va portar en el 260 aC a la batalla de Changping, la més sagnant de tot el període. L'últim rei de Zhou de l'Est es considera tradicionalment Nan de Zhou, que va ser assassinat quan Qin va capturar Wangcheng, la seva capital l'any 256 aC. Es va postular Hui de Zhou, però el seu territori va ser eliminat completament el 249 aC.
En 250 aC es va posar en marxa el projecte de regadiu de Dujiangyan a l'actual província de Sichuan. A la mort de Zhuangxiang de Qin l'any 247 aC el seu fill de tretze anys Ying Zheng, que més tard es va convertir en Qin Shi Huangdi puja al tró i Lü Buwei es va convertir en el canceller i regent, començant la construcció del Mausoleu de Qin Shi Huang en 246 aC, on es trobaran les restes de l'Exèrcit de guerrers de terracota.
En 240 aC va morir el filòsof Zou Yan, un dels desenvolupadors de la teoria del Yin-Yang i dels Cinc Elements, i en 239 aC es va començar la redacció dels annals de les Primaveres i Tardors de Lü, sota la direcció de Lü Buwei, i els manuscrits de Fangmatan (a l'actual província de Gansu). En 237 aC Lü Buwei fou enviat a l'exili, i fou substituït per Li Si.

## Guerres d'unificació de Qin

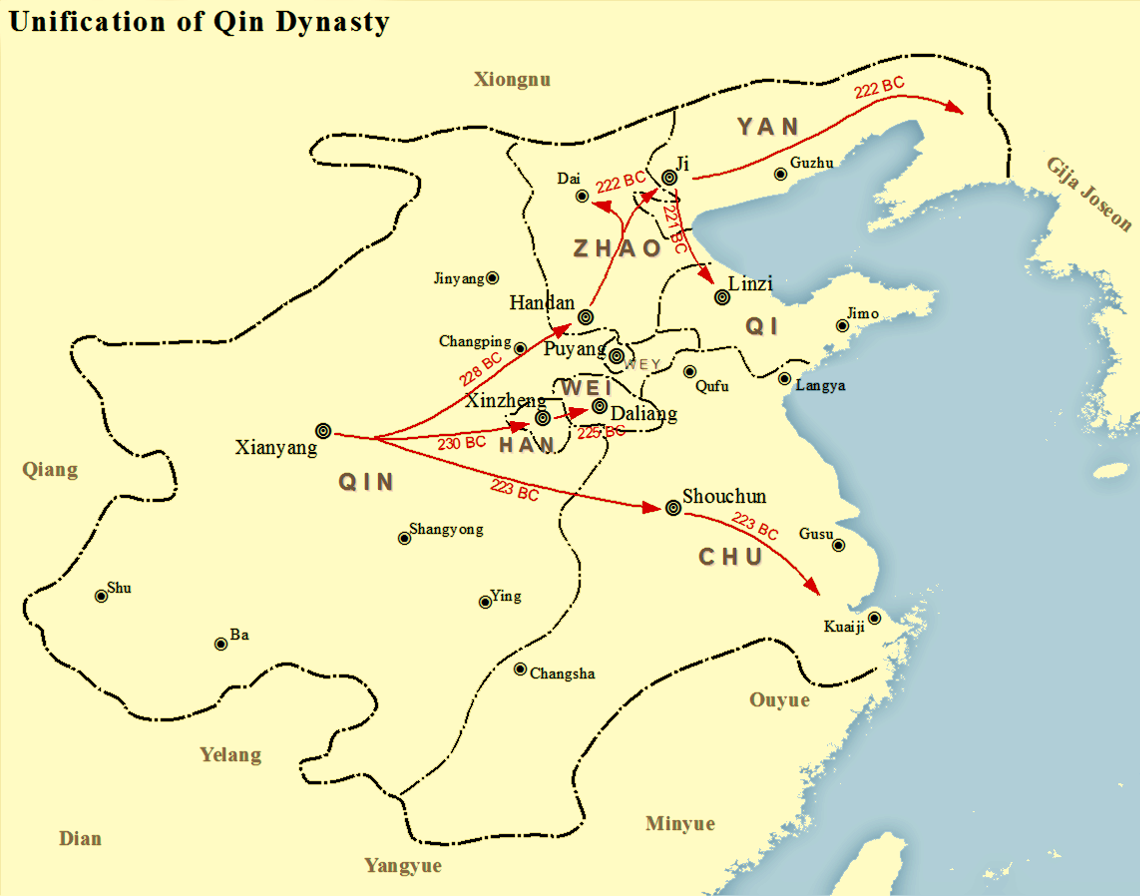
Guerres d'unificació de Qin

Les Guerres d'unificació de Qin van ser una sèrie de campanyes militars dutes a terme per Qin. Qin Shi Huangdi va continuar amb la tradició d'atacar de manera tenaç i defensar els estats feudals en una sèrie de campanyes militars contra els altres estats. Han, el més petit dels set estats, va ser conquistat en 230 aC. El rei Wei Jia va rendir Wei a Qin en 225 aC després que el general Wang Ben desviés el riu Groc cap a Daliang, destruint la capital en una riuada,

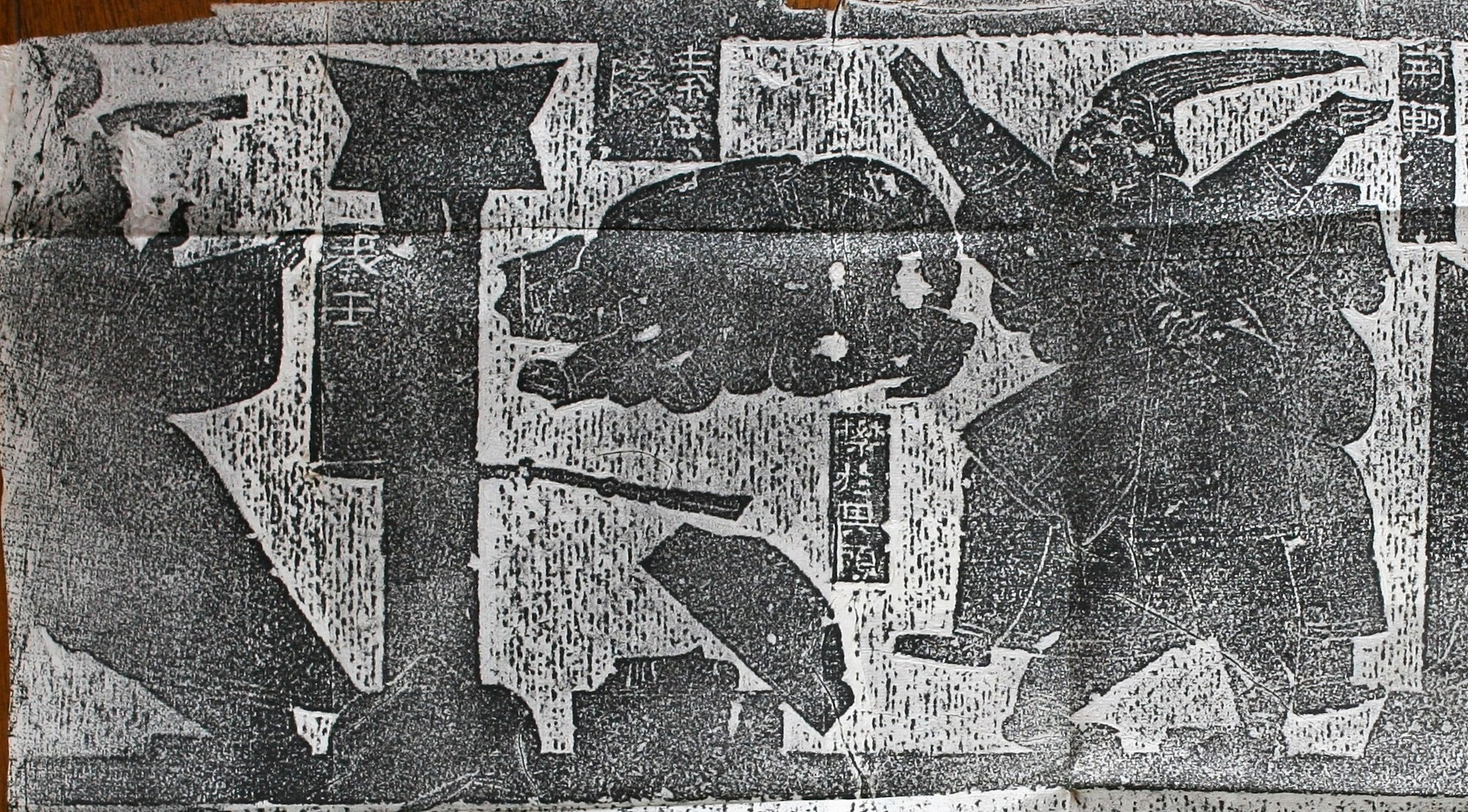
Gravat en pedra que mostra l'intent d'asassinat de Qin Shi Huangdi de 227 aC

El 228 aC va capturar al rei Youmiu de Zhao, conquerint l'estat, però el seu germanastre Jia va crear Dai dels romanents de l'estat. L'any 227 aC, amb les tropes Qin a la frontera de Yan després del col·lapse de Zhao, el príncep hereu Dan va enviar Jing Ke amb l'esperança d'acabar amb l'amenaça Qin però l'assassí va morir a Xianyang en l'intent a mans de Qin Shi Huangdi. Sorprès i enfurismat, el rei de Qin va demanar a Wang Jian que destruís Yan, que va aixafar l'exèrcit Yan i els reforços de Dai al riu Yi. Wang Jian i el seu fill Wang Ben van capturar la capital Ji en 226 aC i el rei Ji Xi va fugir a la península de Liaodong. Li Xin va perseguir els Yan en retirada fins al riu Yan, on va destruir la major part de l'exèrcit. Més tard, el rei Xi va ordenar l'execució del príncep hereu Dan i va enviar el cap del seu fill a Qin com a "apologia" per l'intent d'assassinat. Qin va acceptar la "disculpa" i no va atacar Yan durant els tres anys següents.
En 224 aC Wang Jian va atacar Chu amb 600.000 homes i va derrotar l'exèrcit Chu a Pingyu, ocupant les ciutats fins que en 223 aC va capturar al rei Fu Chu i acabant amb la seva independència. L'any 222 aC, Liaodong va caure també i Wang Ben va atacar Dai i els romanents de l'estat de Zhao capturant Jia de Zhao en 222 aC, i des d'allà, derrotant l'últim estat xinès independent, l'estat de Qi l'any 221 aC. Llavors, en aquell mateix any, a l'edat de 38 anys, el rei de Qin es va proclamar com el primer emperador de la Xina. va assolir el control de tota la Xina. Els territoris annexionats per Qin van esdevenir la pàtria de la nació xinesa i van formar la base de la dinastia Qin. La unificació de la Xina feta pels Qin és considerada com la fi de l'antiguitat xinesa i l'inici de l'imperi xinès.

### Campanya contra els Xiongnu
Mentre la Xina s'unificava sota la dinastia Qin, els xiongnu van esdevenir una força a tenir en compte. Creient que els xiongnu eren una amenaça, ja que havien assaltat repetidament terres xineses abans, l'emperador Qin Shi Huangdi i el seu general Meng Tian van llançar un atac preventiu contra els xiongnu amb la intenció d'expandir el seu imperi i els va expulsar del desert de l'Ordos el 214 aC quan estaven governats pel chan-yu Touman. L'emperador  van unificar les muralles dels antics regnes i les van ampliar des del 215 aC creant la Gran Muralla Xinesa per protegir Xina dels nòmades, i a la regió es va establir l'agricultura, tanmateix, els camperols locals estaven descontents i més tard es van revoltar.

### Campanya contra els Baiyue
El 214 aC, Qin Shi Huangdi va assegurar les seves fronteres al nord amb uns 100.000 homes i va enviar la majoria de les seves tropes, uns 500.000 homes, a conquerir el territori al sud, que estava habitat pels pobles baiyue. Abans de les campanyes que van sotmetre els antics territoris Zhou, els baiyue havien aconseguit posseir gran part de Sichuan al sud-oest. L'exèrcit Qin no estava familiaritzat amb el terreny selvàtic i va ser derrotat per les tàctiques de guerrilla de les tribus del sud perdent més de 100.000 homes, però va aconseguir construir el canal de Lingqu per abastir i reforçar les seves tropes en un segon atac al sud. Aprofitant aquests guanys, els exèrcits Qin van conquerir les terres costaneres que envoltaven Guangzhou i van prendre les províncies de Fuzhou i Guilin. Després d'aquestes victòries al sud, Qin Shi Huang va traslladar més de 100.000 presoners i exiliats per colonitzar la zona recentment conquerida.

## El final de la dinastia
Després de la mort de Qin Shi Huangdi l'any 210 aC, l'eunuc en cap Zhao Gao va conspirar amb el canceller Li Si per instal·lar l'incompetent príncep Huhai com a nou emperador Qin Er Shi, forçant el suïcidi de l'aleshores hereu aparent príncep Fusu i purgant qualsevol que es considerés desobedient a la cort Qin. A causa del govern corrupte de Huhai, va esclatar una gran revolta liderada per Chen Sheng i Wu Guang a Dazexiang l'any 209 aC, i va durar cinc mesos fins que les forces Qin finalment van aconseguir aixafar la rebel·lió amb un exèrcit de soldats penals organitzat a corre-cuita.
La rebel·lió de Chen Sheng i Wu Guang va ser aixafada per l'exèrcit Qin, però va inspirar una nova onada d'altres rebel·lions. Un dels líders, Jing Ju es va proclamar nou rei de Chu però va ser derrotat per una altre grup rebel comandat per Xiang Liang, que va instal·lar al tron de Chu Xiong Xin, un descendent de la família reial tradicional de Chu, amb el nom de rei Huai II de Chu.
Moltes forces rebels reclamaven la restauració dels Set regnes combatents i van sorgir nombrosos pretendents als trons dels estats, resultant en la formació de molts estats insurgents. En el 206 aC, l'últim governant de Qin, Ziying, es va rendir a Liu Bang, posant fi a la dinastia.

## Reformes i estandarditzacions
Qin Shi Huang i Li Si van unificar la Xina també des del punt de vista econòmic, mitjançant l'estandardització dels pesos i les mesures, la moneda, el sistema legal i, fins i tot, regulà la longitud dels eixos dels carros perquè qualsevol vehicle pogués desplaçar-se sense problemes per les rutes de les noves carreteres. Però potser el més important de tot, va ser la unificació de l'escriptura xinesa. L'emperador també va desenvolupar una extensa xarxa de carreteres, i el Canal de Lingqu que connectaven les províncies, amb l'objectiu d'impulsar el comerç i fer possible els desplaçaments militars ràpids a les províncies que oposessin resistència.
El banliang va ser la primera moneda unificada de l'imperi xinès, introduïda per Qin Shi Huang al voltant del 210 aC. Era de forma rodona i hi tenia forat quadrat al centre, i en general eren d'una aleació de coure estany i plom extrets de les planes centrals. El banliang es corresponia a mitja unça, o dotze zhu. En general pesava entre deu i sis grams, corresponent-se aproximadament a l'estatera grega. La normalització monetària amb aquesta moneda rodona va ser part d'un pla més ampli per unificar els pesos, mesures o l'amplada de l'eix durant l'imperi Qin.
Un nou conjunt de 3300 caràcters xiǎozhuàn es van crear per estandarditzar i unificar l'escriptura dels diversos regnes en una de sola. El conjunt de caràcters va ser desenvolupat per Li Si, anomenat dels segells petits, basant-se en el conjunt de caràcters utilitzats a l'estat de Qin. Aquest nou conjunt s'establí com un sistema obligatori, desautoritzant tots els sistemes d'escriptures locals i altres caràcters que existien en diversos estats xinesos. Els edictes escrits amb aquest nou conjunt de caràcters van ser tallats en els murs de diferents muntanyes sagrades per tota la Xina, com els famosos edictes que es troben al mont Tai, per fer saber al Cel de la unificació de la terra sota un emperador, i també per propagar el nou conjunt de caràcters entre el poble.

## Cronologia
| Dates aC | Esdeveniments |  |
| 233      | Han Fei empresonat, és suïcidà. Mor Han Fei un dels principals representants de l'escola filosòfica del "legisme" o "Escola de les lleis". |  |
| 230-221  | Els regnes de Estat de Han, Zhao, Liang, Estat de Chu, estat Yan i Qi successivament conquerits pels Qin. |  |
| 228-201  | Fitxes i tauletes de Liye 里耶(a l'actual província de Hunan). |  |
| 227      | Fracassa l'intent d'assassinat de Ying Zheng per part de Jing Ke de l'Estat de Yan. |  |
| 221      | Fundació del primer imperi de la Xina. Ying Zheng es proclama com a Primer Emperador, amb el nom de Qin Shi Huangdi 始皇帝. Li Si nomenat Gran Conseller |  |
| 221-214  | Expedicions a Fujian, Guangdong i Guangxi. |  |
| 220      | Construcció d'una xarxa de carreteres imperials |  |
| 219      | L'emperador celebra els sacrificis feng i shan sobre el Taishan (Mont Tai). Inscripcions de Yishan, Taishan i Langye a l'actual província de Shandong. |  |
| 218      | Fracassa l'intent d'assassinat de l'emperador per part de Zhang Liang. Inscripcions de Zhifu. |  |
| 217      | Manuscrits de Shuihudi 睡虎地 (texts sobre bambú). |  |
| 214      | El general Meng Tian rebé l'encàrrec de pacificar la regió de l'Ordos a la Mongòlia Interior, i de supervisar els treballs de la construcció de la Gran Muralla. |  |
| 215      | Inscripcions de Jieshi a l'actual província de Shandong. |  |
| 213      | Destrucció d'obres considerades heterodoxes. |  |
| 212      | 460 lletrats i fangshi enterrats vius. Construcció del palau d'Afang (Epang) a Xianyang (actualment integrada a l'àrea metropolitana de Xi'an a la província de Shaanxi. |  |
| 210      | El primer emperador mor a Shaqiu a l'actual província de Fujian. El seu fill petit Hu Hai el succeeix com a segon emperador amb el nom de Er Shi Huangdi. Inscripcions de Kuaiji. Finalització de les obres del primer mausoleu de primer l'emperador a Lintong (actualment un dels districtes de Xia'n). |  |
| 209      | Manuscrits de Zhoujiatai 周家台 a l'actual província de Hubei. |  |
| 208      | Rebel·lió de Chen Sheng i Wu Guang. |  |
| 207      | Assassinat del segon emperador. Batalla de Julu (actualment Xingtai a la província de Hebei). L'exèrcit dels Qin vençut per Xiang Yu. |  |
| 206-202  | Guerres entre Liu Bang i Xiang Yu per la conquesta de l'imperi. La capital destruïda. |  |
| 203      | Fundació del regne de Nanyue per Zhao Tuo. |  |